# VBL装甲車
VBL装甲車（Véhicule Blindé Léger）は、パナール社が開発したフランス軍が使用する軽装輪装甲車。

## 概要
かつて、イギリスと世界の覇権を争ったフランスは、現在も世界中に海外領土を持ち、独立してもなお影響下にある旧植民地（フランス植民地帝国）を多数抱えており、フランス軍は自国の防衛だけでなく海外領土や旧植民地への部隊派遣の任務も担っている。
そのためフランス軍は、フットワークの軽く緊急展開に適した装輪装甲車の開発に積極的であり、中でも一番小型なのがVBL装甲車である。
1978年から開発が開始され、ルノー社とパナール社の競作となり、1985年に試作車の競合試験の結果、パナール社の車体が採用された。
装甲ジープ的な性格の装甲車両で、ホイールベースに対して車体を極力小さくまとめ、機関室を車体前部に配している。
タイプとしては、偵察型と対戦車ミサイル搭載型の2種類が存在する。
輸出を含めて約2,300両が生産され、この内およそ1,600両がフランス軍で使用されている（2006年の時点で）。
フランスでは、2017年にアルクス（Arquus）社とVBLの改修契約を締結した。改修車両は「VBL ウルティマ」と呼ばれ、エンジンが既存の95hpのプジョー XD3Tから135hpのPSA DW10Fに換装され、アンチスキッドブレーキシステムや改良型のサスペンション、新型の通信システムなども追加される。これにより総重量は4.4tから5.1tに増加し、水陸両用能力は失われた。2021年から本格的な改修が開始されている。
|          | 軽装甲機動車 | VBL      | エノク  | コブラ   | LMV       | イーグル |
| -------- | ------------ | -------- | ------- | -------- | --------- | -------- |
| 画像     |              |          |         |          |           |          |
| 全長     | 4.4 m        | 3.87 m   | 4.82 m  | 5.23 m   | 5.50 m    | 5.37 m   |
| 全幅     | 2.04 m       | 2.02 m   | 1.90 m  | 2.22 m   | 2.05 m    | 2.16 m   |
| 全高     | 1.85 m       | 1.70 m   | 1.90 m  | 2.10 m   | 1.95 m    | 2.0 m    |
| 重量     | 約4.5 t      | 約3.59 t | 約5.4 t | 約6.2 t  | 約6.5 t   | 約8.5 t  |
| 最高速度 | 100 km/h     | 95 km/h  | 96 km/h | 115 km/h | 130 km/h  | 110 km/h |
| 乗員数   | 1+3 - 4名    | 2 - 3名  | 2 - 6名 | 1+8名    | 1+3 - 6名 | 1+4名    |

|          | EQ2050   | GAZ-2330 | ハスキーTSV     | ホークアイ | KLTV     | L-ATV    |
| -------- | -------- | -------- | --------------- | ---------- | -------- | -------- |
| 画像     |          |          |                 |            |          |          |
| 全長     | 4.97 m   | 5.70 m   | 5.84 - 6.86 m   | 5.78 m     | 4.90 m   | 6.2 m    |
| 全幅     | 2.134 m  | 2.30 m   | 2.438 m         | 2.39 m     | 2.20 m   | 2.5 m    |
| 全高     | 1.916 m  | 2.30 m   | 2.311 - 2.362 m | 2.39 m     | 2.0 m    | 2.6 m    |
| 重量     | 約3.25 t | 約7.6 t  |                 | 約7.0 t    | 約5.7 t  | 約6.4 t  |
| 最高速度 | 135 km/h | 140 km/h |                 | 130 km/h   | 130 km/h | 110 km/h |
| 乗員数   | 1+3名    | 2+10名   | 2+2名           | 1+4 - 5名  | 1+6名    | 1+3名    |

## 運用国
- ボツワナ - 64台
- カンボジア
- カメルーン - 5台
- ジブチ - 7台
- フランス
  - フランス陸軍 - 2023年時点で、1416台のVBL/VB2L、72台のVBL ウルティマを保有している[3]。
- ガボン - 12台
- ギリシャ - 243台
- ジョージア - ISAFの一環で使用。
- インドネシア - 18台。2006年、国連軍の一員としてレバノンでの平和維持活動で使用。
- クウェート - 20台。クウェート国家警察が使用。
- メキシコ - 2001年、40台を投入。 [4]
- ニジェール - 7台
- ナイジェリア - IISSが2007年時点の調べで72台保有していると見込んでいる。
- オマーン - 132台
  - オマーン陸軍 - 2023年時点で、124両のVBL（汎用装甲車型）、8両のVBL（TOW搭載対戦車車両型）を保有している[5]。
- ポルトガル - 18台
- カタール
  - カタール陸軍 - 2023年時点で、16台のVBLを保有している[6]。
- ルワンダ - 16台
- セルビア - 国家警察対テロ部隊(PTJ)が1台使用している（元国連軍の車両と思われ、鹵獲されたと考えられる）。
- トーゴ - 2台

## 登場作品
『ゴーストリコン アドバンスウォーファイター2』
メキシコ反乱軍と、パナマの傭兵が使用。